# 哈夫鎮區 (印地安納州斯潘塞縣)
哈夫鎮區（英語：Huff Township）是位於美國印地安納州斯潘塞縣的一個行政鎮區。

## 地方資料
根據2010年美國人口普查的數據，哈夫鎮區的面積為111.70平方千米，當中陸地面積為109.70平方千米，而水域面積為2.00平方千米。當地共有人口1156人，而人口密度為每平方千米10.35人。